# Rölösjön
Rölösjön är en sjö i Skinnskattebergs kommun i Västmanland och ingår i Norrströms huvudavrinningsområde. Sjön har en area på 0,49 kvadratkilometer och ligger 71 meter över havet. Sjön avvattnas av vattendraget Köpingsån (Vendbäcken).

## Delavrinningsområde
Rölösjön ingår i det delavrinningsområde (661568-150762) som SMHI kallar för Vid Q i Län punkt. Medelhöjden är 93 meter över havet och ytan är 20,38 kvadratkilometer. Det finns ett avrinningsområde uppströms, och räknas det in blir den ackumulerade arean 41,79 kvadratkilometer. Köpingsån (Vendbäcken) som avvattnar avrinningsområdet har biflödesordning 3, vilket innebär att vattnet flödar genom totalt 3 vattendrag innan det når havet efter 166 kilometer. Avrinningsområdet består mestadels av skog (88 procent). Avrinningsområdet har 0,78 kvadratkilometer vattenytor vilket ger det en sjöprocent på 3,8 procent.